# Xã Adams, Quận Butler, Pennsylvania
Xã Adams (tiếng Anh: Adams Township) là một xã thuộc quận Butler, tiểu bang Pennsylvania, Hoa Kỳ. Năm 2010, dân số của xã này là 11.652 người.